# 俄罗斯及苏联无畏舰列表
俄罗斯帝国在日俄战争结束后开始计划建造本国首批无畏舰，历经数年后完成了甘古特级4艘无畏舰，分别是“甘古特”号、“彼得罗巴甫洛夫斯克”号、“塞瓦斯托波尔”号以及“波尔塔瓦”号。这四艘舰历经第一次世界大战和第二次世界大战后，其中一艘丧失作战价值，另外三艘则在二战后被拆解。一战爆发后，俄国为强化黑海舰队实力而开建了三艘玛丽亚皇后级战列舰。这三艘舰在甘古特级的基础上进行了部分改进，加强了防护但降低了航速。由于土耳其主力舰实力增强，俄方又为黑海舰队追加了一艘玛丽亚皇后级的改进型——“尼古拉一世皇帝”号，但被战事打断，在一战结束后被拆解。苏联军方也曾启动无畏舰造舰计划，但因技术不足等原因未能建成。

## 概述
历经日俄战争，以及英国成功下水“无畏”号战列舰等事件后，俄国海军花费了数年时间来消化战争带来的教训（尤其是在对马海战中得到的经验）。这一时期俄国海军的无畏舰设计工作仍在继续，但随着新需求的不断提出，设计方案也随之不断演变。1907年末，俄国海军总参谋部初步选定英国維克斯有限公司的设计方案。然而在遭到来自俄国内外的抗议后，俄方又下令对无畏舰的设计展开国际竞标。虽然最终选定的方案来自俄国本土设计（实际仍然获得大量外国公司的技术支持），但因资金短缺导致建造周期拉长，竣工时世界已进入超无畏舰时代。这一计划产出的四艘舰艇经历一战后均幸存，但其中一艘数年后在封存期间因火灾严重损毁而沦为废舰。其余三艘在二战爆发前完成现代化升级，战争期间主要承担海军炮火支援任务。四舰在二战结束后均被拆解。
尽管黑海舰队在日俄战争中未受损失，但若作为对手的奥斯曼海军新增无畏舰，仅拥有前无畏舰的黑海舰队将立即失去战略优势。1910年在得知土耳其计划从英国船厂订购无畏舰的消息后，俄海军总参谋部立即以甘古特级战列舰为基础启动了新式无畏舰计划。该级舰其他方面与甘古特级高度相似，但为增强装甲厚度而在航速上进行了妥协。本级其中一艘舰在一战期间因弹药库殉爆损毁，另一艘为避免投降敌方而选择自沉，第三艘在俄国内战期间被白军俘获并编入流亡中的弗兰格尔舰队。1914年收到奥斯曼土耳其追加订购无畏舰以保持优势的情报后，俄国又订购一艘新舰。为节省时间，其设计沿袭自玛丽亚皇后级战列舰在装甲厚度方面进行了升级。这艘舰的建造因一战爆发而中断，最终于1920年代被拆解。
20世纪30年代末，为应对纳粹德国已启动的海军建设计划，苏联开始实施雄心勃勃的海军扩张方案。该计划的核心是建造16艘超大型战列舰。1941年6月纳粹德国入侵苏联时，实际仅开工4艘。战争期间造舰工程整体暂停，4艘未完成舰体均于40年代末被拆解。

## 列表
| 主要武器 | 主炮数量和口径                     |
| 装甲     | 水线装甲带厚度                     |
| 排水量   | 作战时舰只满载排水量               |
| 推进系统 | 轴数、推进系统数量、类型和最大速度 |
| 服役     | 船舶开工和完工日期以及其最终命运   |
| 开建     | 开始安放龙骨、开始舰体建造的日期   |
| 下水     | 舰只下水的日期                     |
| 交付     | 舰只交付使用或正式入役的日期       |
| 结局     | 舰只最终结局（例如沉没、拆解）     |

### 甘古特级

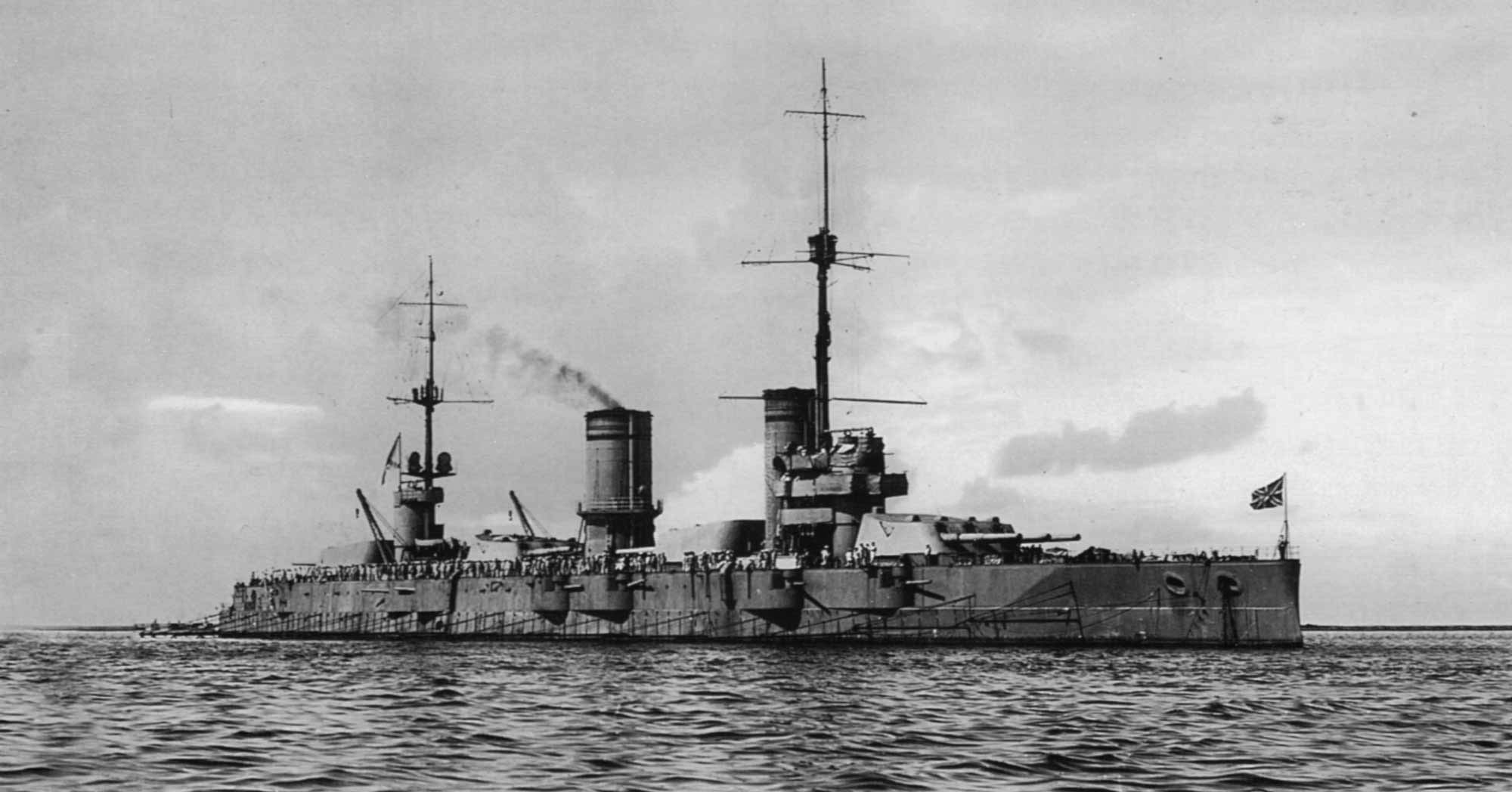
1915年的“甘古特”号战列舰

甘古特级战列舰是俄罗斯帝国海军在第一次世界大战前建造的首批无畏舰。其设计过程错综复杂，涉及多家外国公司、历经不断变化的需求、国际设计竞赛及国内外抗议等波折。该级舰的作战任务是防御芬兰湾入口以阻止德军入侵，因此其主要活动是训练以及为布雷行动提供掩护。1917年二月革命后，本舰级的舰员参与波罗的海舰队集体哗变，次年又转投布尔什维克。1917年12月芬兰独立，俄军被迫撤离位于赫尔辛基的海军基地。尽管当时芬兰湾处冰封期，甘古特级诸舰仍率领首批舰艇成功转移至喀琅施塔得。
除“彼得罗巴甫洛夫斯克”号外，所有无畏舰于1918年10月至11月间因人员短缺而封存。“波尔塔瓦”号在1919年封存期间遭火灾严重损毁。“彼得罗巴甫洛夫斯克”号则在喀琅施塔得和列宁格勒两地对抗支持俄国白军的英军，期间还曾参与镇压1919年红色峭壁堡垒守军的叛乱。之后，该舰与“塞瓦斯托波尔”号上的水兵参加了1921年3月的喀琅施塔得叛乱。遭血腥镇压后，两舰被授予“革命化”新舰名。“塞瓦斯托波尔”号更名为“巴黎公社”号并在1928年完成适航性改造后被调往黑海舰队。这次改造也成为该级舰逐步现代化升级的开端。1930年代，俄海军曾多次提出将前“波尔塔瓦”号（改名“伏龙芝”号）施行同级姊妹舰一样的改造作业，甚至希望通过移除一座炮塔改为战列巡洋舰。但这些方案均未得到实施，最终该舰沦为废舰等待拆解。
波罗的海舰队旗下的两艘战列舰在冬季战争中未发挥重要作用，但在1941年巴巴罗萨行动开始前大幅增强了防空火力。这些改进在列宁格勒保卫战中未能奏效：9月时“马拉”号被炸毁舰艏，“十月革命”号遭多枚炸弹重创。前者沉没后被捞起改为浮动炮台并参加了列宁格勒围城战；后者在修复期间又遭轰炸，耗时数年才完成维修。两舰在射程范围内持续炮击德芬军队，而“十月革命”号整个战争期间都未驶离喀琅施塔得。“巴黎公社”号原驻守塞瓦斯托波尔，后因德军推进被迫撤离。1941年12月，该舰曾突入被围困的塞瓦斯托波尔执行一次任务。1942年1月至3月间“巴黎公社”号多次炮击支援刻赤攻势，4月因德军掌握制空权，为避免作为大型目标被暴露的风险而退出战斗。
“塞瓦斯托波尔”号与“十月革命”号在战后仍保留现役（具体活动记载甚少），1954年改列为训练战列舰（俄语：uchebnyi lineinyi korabl），1956年除籍后被逐步拆解。苏联军方虽曾制定用“伏龙芝”号舰艏修复“彼得罗巴甫洛夫斯克”号的27号工程方案，但未获批准并于1948年6月29日正式取消。“彼得罗巴甫洛夫斯克”号在1950年更名为“沃尔霍夫”（Volkhov）号，作为固定训练舰使用至1953年除籍后被拆解。“伏龙芝”号最终于1949年开始拆解。
| 舰名                              | 主要武器          | 装甲           | 排水量                   | 推进系统                                            | 服役          | 服役           | 服役           | 服役             |
| 舰名                              | 主要武器          | 装甲           | 排水量                   | 推进系统                                            | 开建          | 下水           | 交付           | 结局             |
| --------------------------------- | ----------------- | -------------- | ------------------------ | --------------------------------------------------- | ------------- | -------------- | -------------- | ---------------- |
| “甘古特”号 （俄语：Гангут）             | 12门12英寸（305） | 225（8.9英寸） | 24,400長噸（24,800公噸） | 4具螺旋桨，蒸汽涡轮，24節（44每小時；28英里每小時） | 1909年6月16日 | 1911年10月20日 | 1915年1月11日  | 1956年2月17日    |
| “彼得罗巴甫洛夫斯克”号 （俄语：Петропавловск） | 12门12英寸（305） | 225（8.9英寸） | 24,400長噸（24,800公噸） | 4具螺旋桨，蒸汽涡轮，24節（44每小時；28英里每小時） | 1909年6月16日 | 1911年9月22日  | 1915年1月5日   | 1953年9月4日     |
| “塞瓦斯托波尔”号        | 12门12英寸（305） | 225（8.9英寸） | 24,400長噸（24,800公噸） | 4具螺旋桨，蒸汽涡轮，24節（44每小時；28英里每小時） | 1909年6月16日 | 1911年7月10日  | 1914年11月30日 | 1949年开始报废。 |
| “波尔塔瓦”号 （俄语：Полтава）           | 12门12英寸（305） | 225（8.9英寸） | 24,400長噸（24,800公噸） | 4具螺旋桨，蒸汽涡轮，24節（44每小時；28英里每小時） | 1909年6月16日 | 1911年7月23日  | 1914年12月30日 | 1956年2月17日    |

### 玛丽亚皇后级

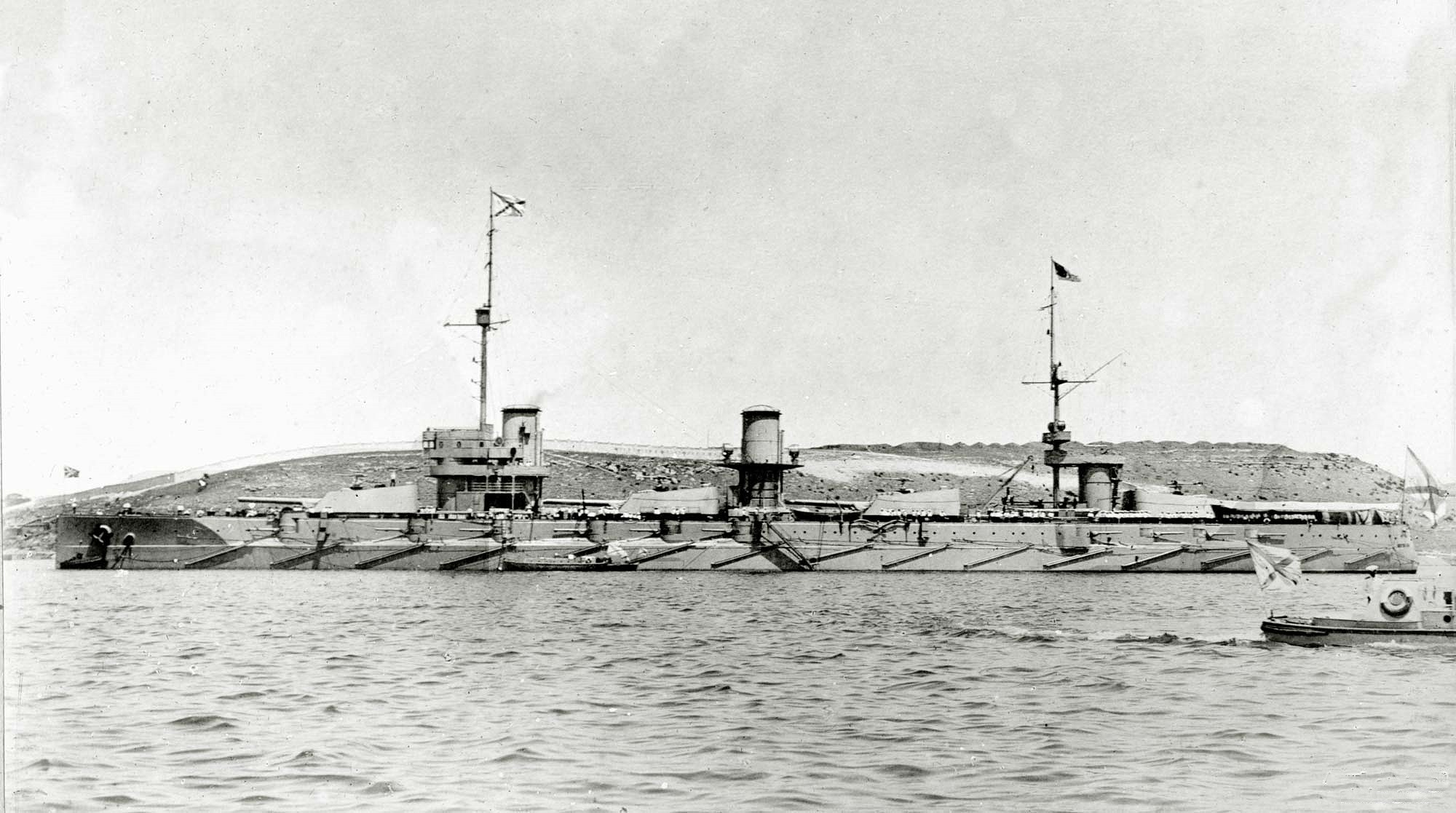
1916年的“玛丽亚皇后”号

玛丽亚皇后级战列舰是俄罗斯帝国海军为黑海舰队建造的首批无畏舰。三舰均于一战期间在尼古拉耶夫建造。其中两艘于1915年交付，曾与“被赠予”奥斯曼帝国的前德国军舰交战；第三艘至1917年才完工，因当年二月革命后海军内部的混乱而未参与实战。
“玛丽亚皇后”号1916年在塞瓦斯托波尔港因弹药库爆炸沉没。“叶卡捷琳娜二世”号（1917年更名为“自由俄罗斯”号）1918年为避免依《布列斯特条约》被移交给德国而在新罗西斯克港自沉。“亚历山大三世皇帝”号（1917年更名为“自由”号）舰员投票决定移交德国，但仅完成一次训练航行后即因停战条款于1918年转交协约国。英军接管后于1920年移交白军并更名为“阿列克谢耶夫将军”号。此时该舰仅剩一座可运作炮塔，虽为白军提供有限火力支援仍无济于事，同年被迫撤离克里米亚前往比塞大后被法军扣留。1930年代为抵偿停泊费而在当地拆解。
| 舰名                            | 主要武器          | 装甲              | 排水量                   | 推进系统                                            | 服役           | 服役           | 服役           | 服役               |
| 舰名                            | 主要武器          | 装甲              | 排水量                   | 推进系统                                            | 开建           | 下水           | 交付           | 结局               |
| ------------------------------- | ----------------- | ----------------- | ------------------------ | --------------------------------------------------- | -------------- | -------------- | -------------- | ------------------ |
| “玛丽亚皇后”号        | 12门12英寸（300） | 262.5（10.3英寸） | 23,413長噸（23,789公噸） | 4具螺旋桨，蒸汽涡轮，21節（39每小時；24英里每小時） | 1911年10月30日 | 1913年10月19日 | 1915年6月10日  | 1925年11月21日拆解 |
| “叶卡捷琳娜二世”号    | 12门12英寸（300） | 262.5（10.3英寸） | 23,413長噸（23,789公噸） | 4具螺旋桨，蒸汽涡轮，21節（39每小時；24英里每小時） | 1911年10月30日 | 1913年6月6日   | 1915年10月18日 | 1918年6月19日自沉  |
| “亚历山大三世皇帝”号  | 12门12英寸（300） | 262.5（10.3英寸） | 23,413長噸（23,789公噸） | 4具螺旋桨，蒸汽涡轮，21節（39每小時；24英里每小時） | 1911年10月30日 | 1914年4月15日  | 1917年6月28日  | 1936年作为废品出售 |

### “尼古拉一世皇帝”号

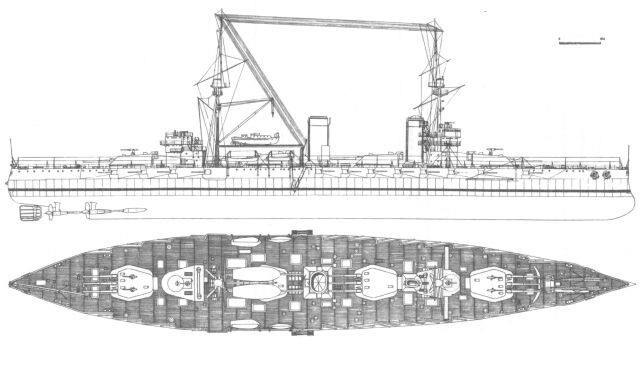
“尼古拉一世皇帝”号战列舰的右立面图和俯视图

“尼古拉一世皇帝”号是一战期间为黑海舰队建造的战列舰。其设计旨在应对奥斯曼帝国多次订购无畏舰可能导致俄黑海舰队无畏舰数量劣势的局面。该舰主武器与先前玛丽亚皇后级战列舰相同，但体积更大、装甲更强。“尼古拉一世皇帝”号于1916年下水，1917年10月24日停工。1923年苏联曾考虑续建但未实施，1927年被拖至塞瓦斯托波尔拆解。
| 舰名                          | 主要武器          | 装甲          | 排水量                   | 推进系统                                            | 服役          | 服役           | 服役                |
| 舰名                          | 主要武器          | 装甲          | 排水量                   | 推进系统                                            | 开建          | 下水           | 结局                |
| ----------------------------- | ----------------- | ------------- | ------------------------ | --------------------------------------------------- | ------------- | -------------- | ------------------- |
| “尼古拉一世皇帝”号  | 12门12英寸（300） | 270（11英寸） | 31,877長噸（32,389公噸） | 4具螺旋桨，蒸汽涡轮，21節（39每小時；24英里每小時） | 1915年4月28日 | 1916年10月18日 | 1927年6月28日起报废 |

### 苏联级
苏联级战列舰（23号工程），又称“斯大林的共和国”，是苏联1930年代末为应对德国造舰计划而开工但未实际建成的一个战列舰舰级。若建成，本舰级尺寸将媲美日本大和级（但火力显著逊色：406（16.0英寸）主炮对比日舰460（18.1英寸）主炮）。虽纸面性能优于德国战列舰俾斯麦级，但因苏联装甲工业无法生产超过230毫米的渗碳装甲板，导致该级舰装甲的设计优势在实际作战中难以体现。 
首批四舰的建造因苏联造船及相关工业体系尚不具备大型舰建造能力而遭遇重重困难。1940年10月19日，“苏维埃白俄罗斯”号因被发现重大建造缺陷取消建造，资源转用于陆军扩军计划。其余三舰于1941年6月停工且未复工，未完成的舰体均在1940年代末被拆解。
| 舰名                          | 主要武器           | 装甲            | 排水量                   | 推进系统                                            | 服役           | 服役     | 服役                   |
| 舰名                          | 主要武器           | 装甲            | 排水量                   | 推进系统                                            | 开建           | 下水     | 结局                   |
| ----------------------------- | ------------------ | --------------- | ------------------------ | --------------------------------------------------- | -------------- | -------- | ---------------------- |
| “苏联”号 （俄语：Советский Союз）           | 9门406（16.0英寸） | 420（16.5英寸） | 65,150公噸（64,120長噸） | 4具螺旋桨，蒸汽涡轮，28節（52每小時；32英里每小時） | 1938年7月15日  | 未曾下水 | 1948年5月29日下令拆解  |
| “苏维埃乌克兰”号 （俄语：Советская Украина）   | 9门406（16.0英寸） | 420（16.5英寸） | 65,150公噸（64,120長噸） | 4具螺旋桨，蒸汽涡轮，28節（52每小時；32英里每小時） | 1938年10月31日 | 未曾下水 | 1947年3月27日下令拆解  |
| “苏维埃俄罗斯”号 （俄语：Советская Россия）   | 9门406（16.0英寸） | 420（16.5英寸） | 65,150公噸（64,120長噸） | 4具螺旋桨，蒸汽涡轮，28節（52每小時；32英里每小時） | 1940年7月22日  | 未曾下水 | 1947年3月27日下令拆解  |
| “苏维埃白俄罗斯”号 （俄语：Советская Белоруссия） | 9门406（16.0英寸） | 420（16.5英寸） | 65,150公噸（64,120長噸） | 4具螺旋桨，蒸汽涡轮，28節（52每小時；32英里每小時） | 1939年12月21日 | 未曾下水 | 1940年10月19日取消建造 |

## 脚注

### 引文
1. 1 2 3  日本海人社 (2010)，第68頁.
2. 1 2 3 4 5 6 7  McLaughlin (2003)，第208–218, 225–227頁.
3. ↑  Breyer (1992)，第224–238頁.
4. ↑  邓波 (2020)，第134頁.
5. 1 2 3 4  McLaughlin (2003)，第225–227頁.
6. ↑  McLaughlin (2003)，第228–233, 241–242頁.
7. 1 2  McLaughlin (2003)，第255–258, 331頁.
8. ↑  McLaughlin (2003)，第355–359, 387–388, 411, 413頁.
9. ↑  Gröner (1990)，第ix頁.
10. 1 2 3 4 5 6 7 8 9 10 11 12 13  McLaughlin (2003)，第207頁.
11. ↑  McLaughlin (2003)，第225頁.
12. ↑  McLaughlin (2003)，第413–414頁.
13. ↑  McLaughlin (2003)，第354頁.
14. ↑  McLaughlin (2003)，第227頁.
15. ↑  McLaughlin (2003)，第241–242, 306–308, 323頁.
16. ↑  McLaughlin (2003)，第242, 306–308, 323頁.
17. 1 2 3 4 5 6  McLaughlin (2003)，第228頁.
18. ↑  McLaughlin (2003)，第229頁.
19. 1 2 3  McLaughlin (2003)，第231頁.
20. ↑  McLaughlin (2003)，第242, 310頁.
21. ↑  McLaughlin (2003)，第308頁.
22. ↑  McLaughlin (2003)，第232頁.
23. ↑  McLaughlin (2003)，第241, 323頁.
24. ↑  McLaughlin (2003)，第258–259, 331頁.
25. 1 2 3 4  McLaughlin (2003)，第255頁.
26. 1 2  McLaughlin (2003)，第258–259頁.
27. ↑  McLaughlin (2003)，第258, 331頁.
28. ↑  Westwood (1994)，第202頁.
29. ↑  McLaughlin (2003)，第386–387頁.
30. ↑  McLaughlin (2003)，第387–388, 411, 413頁.
31. 1 2 3 4  McLaughlin (2003)，第379頁.
32. ↑  McLaughlin (2003)，第380頁.
33. ↑  Gribovskii (1993)，第166頁.
34. 1 2 3 4  McLaughlin (2003)，第411–413頁.
35. ↑  McLaughlin (2003)，第387頁.